# Solanum lycopersicum
Solanum lycopersicum, conocida comúnmente como tomate o tomatera es una especie de planta herbácea del género Solanum de la familia Solanaceae. Es una planta de importancia global por su uso como alimento. La planta es cultivada en el mundo entero para el consumo de su fruto, el tomate o jitomate, tanto fresco como procesado de diferentes maneras: salsa, puré, zumo, deshidratado, enlatado, etc.
De acuerdo a estudios filogenéticos de 2024, la variedad Solanum lycopersicum var. cerasiforme, una forma silvestre de la especie cuyo origen es el lado occidental central de Sudamérica: de Ecuador y Perú; sin embargo la domesticación, diversificación y consumo popular se originó en el sureste de México hace dos mil seiscientos años dando como resultado la variedad Solanum lycopersicum var. lycopersicum, el tomate moderno.

## Descripción

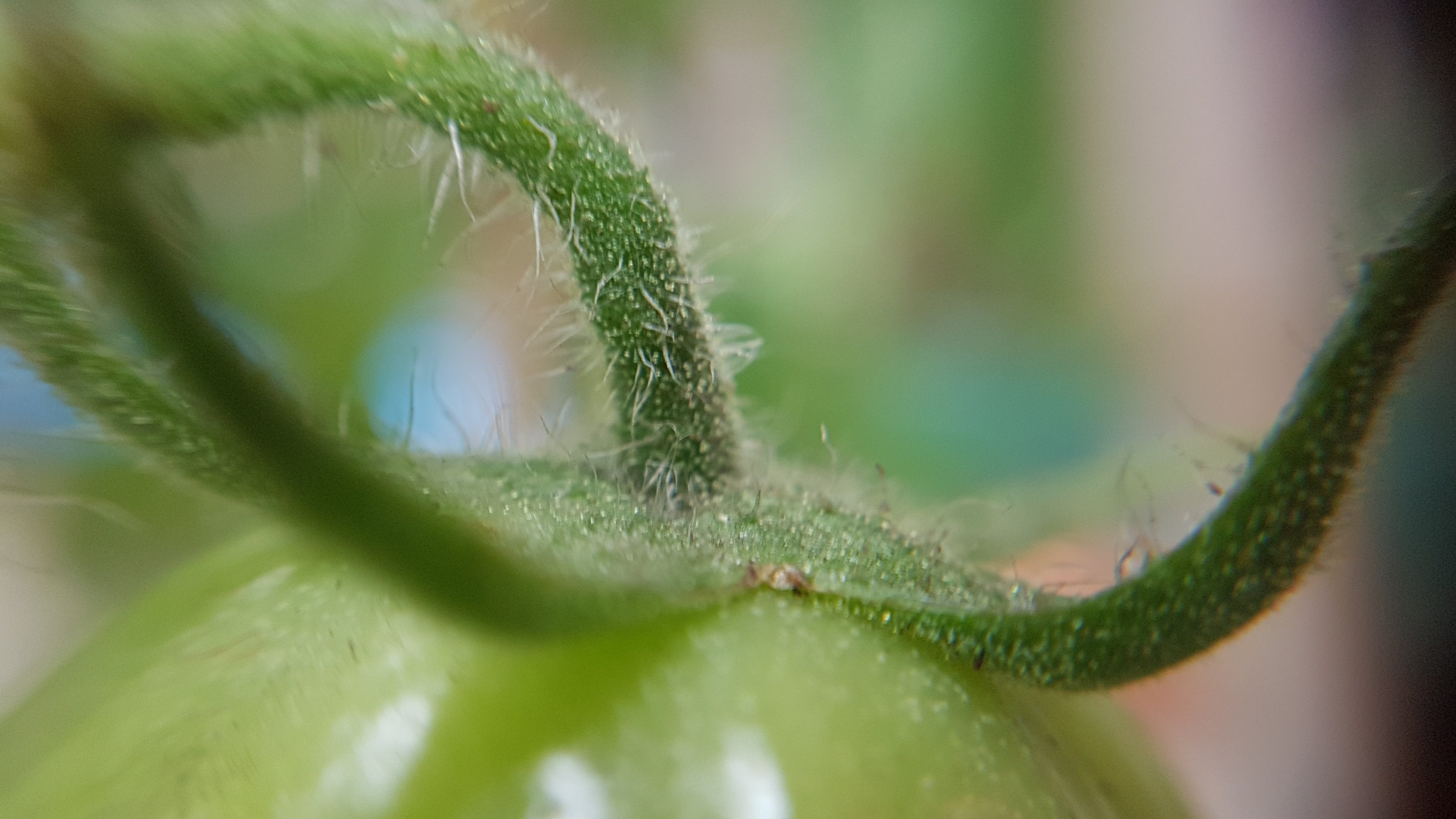
Hojas y tallo de un tomate inmaduro

Es una planta herbácea anual o perenne. El tallo es erguido y cilíndrico en la planta joven; a medida que ésta crece, el tallo cae y se vuelve anguloso, presenta vellosidades en la mayor parte de sus órganos y glándulas que segregan una sustancia de color verde aromática, puede llegar a medir hasta 2,50 m, ramifica de forma abundante y tiene yemas axilares. Si al final del crecimiento todas las ramificaciones exhiben yemas reproductivas, estas se clasifican como de crecimiento determinado y si terminan con yemas vegetativas, son clasificadas como de crecimiento indeterminado.

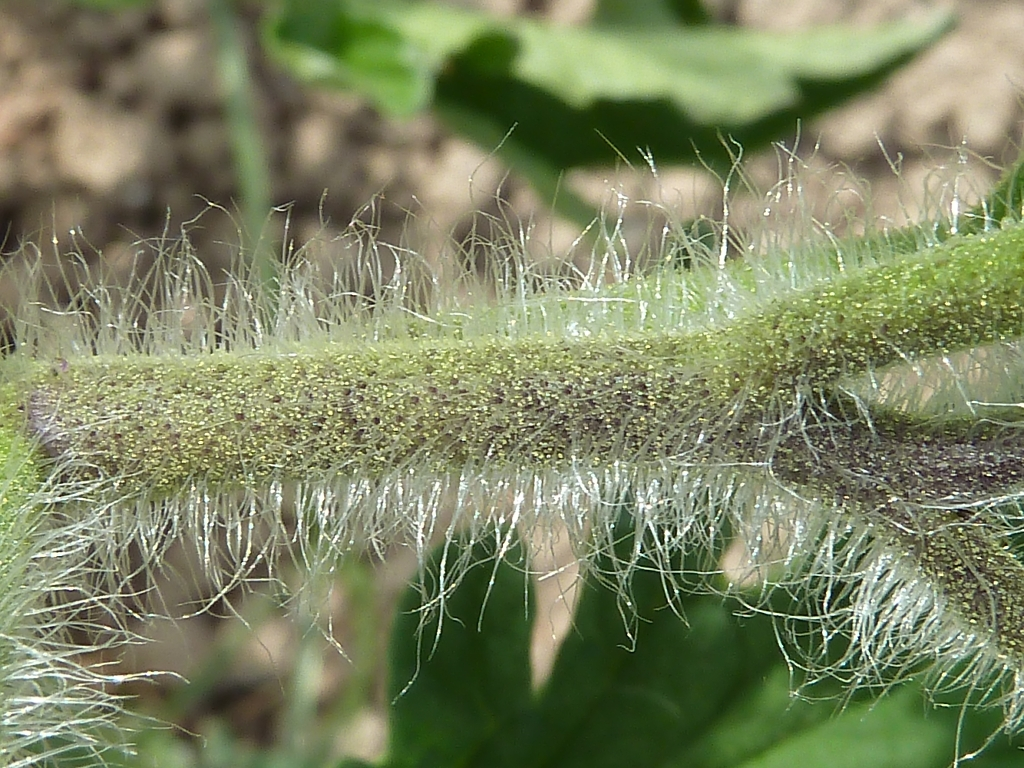
Detalle del tallo pubescente

Las hojas son compuestas, se insertan sobre los diversos nudos en forma alterna. El limbo se encuentra fraccionado en siete, nueve y hasta once folíolos. El haz es de color verde y el envés de color grisáceo. En tomates más rústicos el tamaño de sus hojas es más pequeño. La disposición de nervaduras en los folíolos es penninervia.

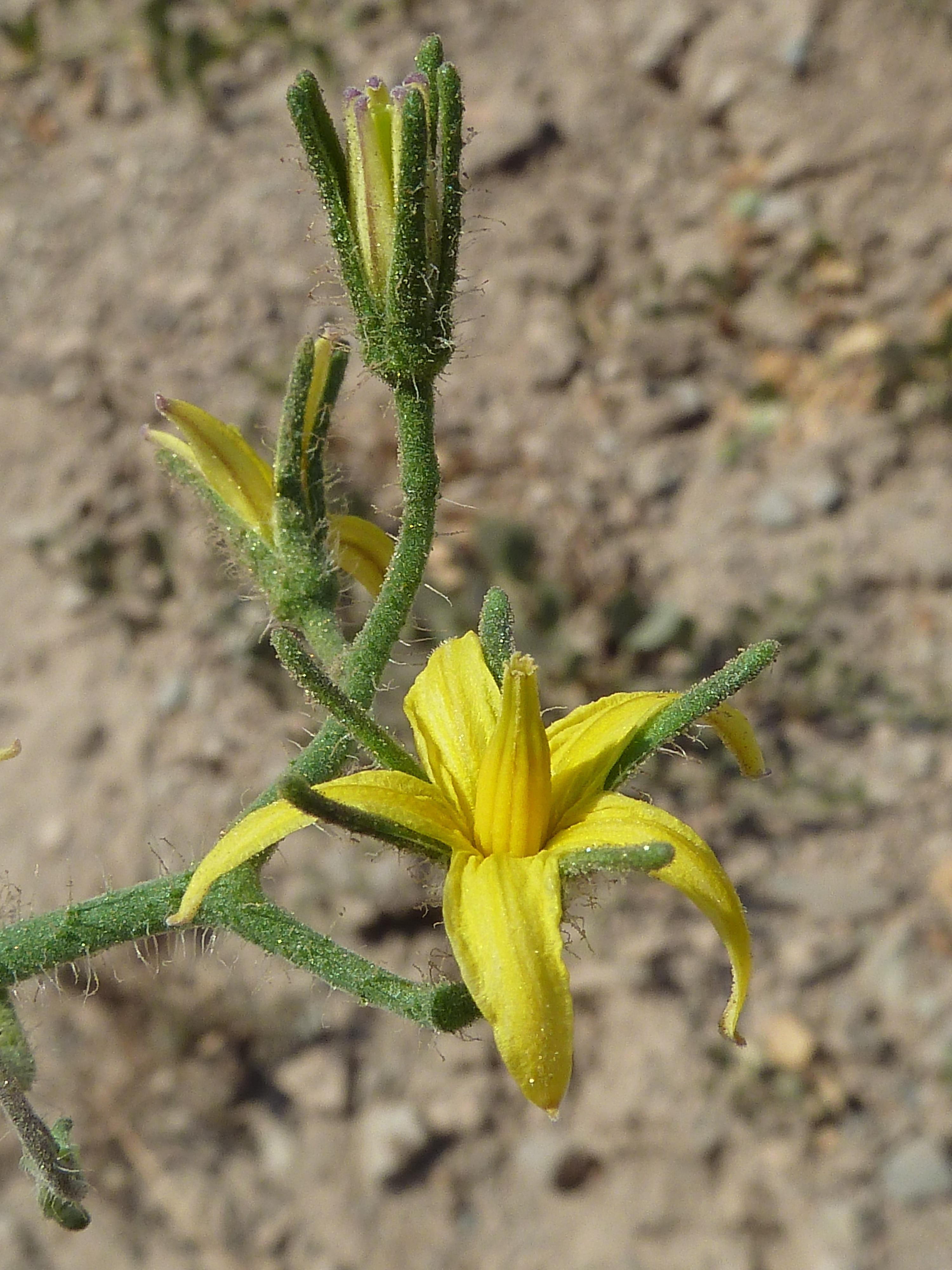
Inflorescia

Presenta inflorescencias que pueden ser de cuatro tipos: racimo simple, cima unípara, bípara y multípara; pudiendo llegar a tener hasta cincuenta flores por racimo. La flor está formada por un pedúnculo corto, el cáliz tiene los sépalos soldados entre sí, al igual que la corola con los pétalos. El androceo tiene cinco o más estambres adheridos a la corola con las anteras que forman un tubo. Las anteras son poricidas, en vez de dehiscentes y por esto requieren polinización por zumbido. El gineceo presenta de dos a treinta carpelos que al desarrollarse darán origen a los lóculos o celdas del fruto. Las flores son hermafroditas. El cáliz está compuesto de cinco sépalos y la corola de cinco pétalos amarillos (ocasionalmente seis). Los estambres, se reúnen formando un tubo alrededor del gineceo. El estilo es más corto o tan largo como los estambres; posición que favorece considerablemente la autopolinización.

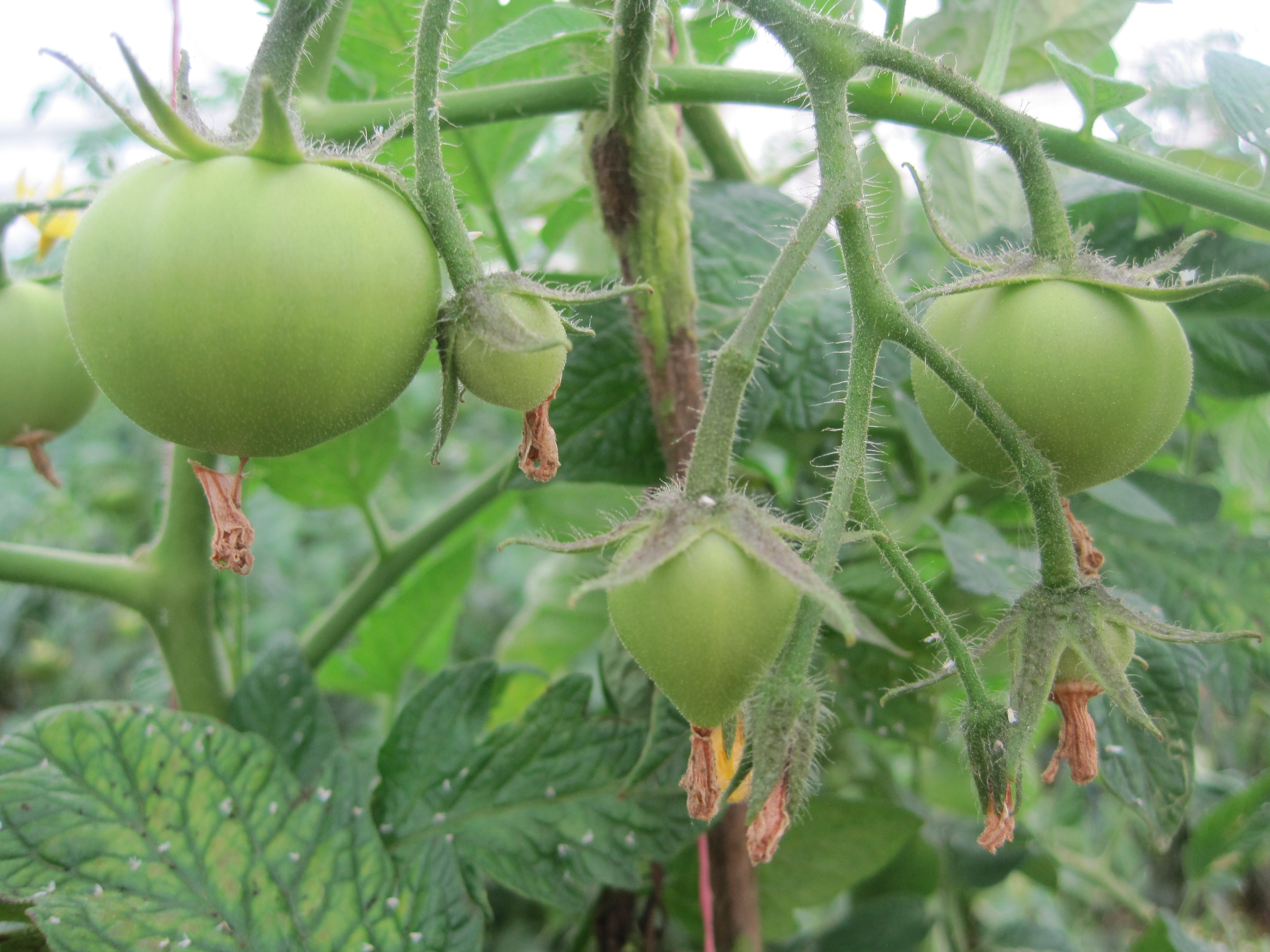
Tomates inmaduros en la planta

El fruto es una baya de color rojo bajo en caseína, cuyo tamaño es variable, desde 3 cm de diámetro hasta 16 cm, con semillas dentro de un pericarpio carnoso desarrollado de un ovario. Su forma puede ser redondeada, achatada o en forma de pera y su superficie lisa o asurcada. La semilla es de diferentes tonalidades en su color, desde el grisáceo, hasta el color paja de forma oval aplastada; tamaño entre 3 y 5 mm de diámetro y 2,5 mm de longitud, y cubierta de vellosidades y están embebidas en una abundante masa mucilaginosa. La raíz, que es pivotante, alcanza hasta 1,5 m de profundidad.[cita requerida]

## Hábitat
Es una planta de clima relativamente cálido, para el tomate, las temperaturas óptimas según el ciclo de vida son: temperaturas nocturnas entre 15 y 18 °C, temperaturas diurnas 24 a 25 °C, con temperatura ideal en la floración de 21 °C. El tomate es clasificado dentro de las hortalizas tolerantes al calor, temperaturas menores de 8 °C detienen su crecimiento. La planta de tomate se desarrolla mejor con alta intensidad luminosa. La exigencia del tomate en cuanto a la humedad del suelo es media, el exceso de humedad provoca el ataque de diferentes patógenos, además influye en el crecimiento de los tejidos, transpiración, fecundación de las flores y desarrollo de las enfermedades criptogámicas. Por otro lado, humedad relativa inferiores al 60–65 % causa la desecación del polen.

## Taxonomía

### Etimología
- Solanum: vocablo latino equivalente al griego στρνχνος (strychnos) para designar la especie Solanum nigrum (la "Hierba mora"), ya empleado por Plinio el Viejo en su Historia naturalis (21, 177 y 27, 132) y, antes, por Aulus Cornelius Celsus en De Re Medica (II, 33).[10] Podría estar relacionado con el latín sol. -is, "el sol", debido a que la planta sería propia de sitios algo soleados.[9]
- lycopersicum: del griego λύκος lyco = lobo, y πϵρσικός persicum = persa, en alusión a la "manzana persa", nombre que los europeos daban al melocotón que llegó a Persia desde China. El nombre tuvo su origen en el mito del hombre lobo. Según leyendas germánicas, brujas y magos utilizaban los frutos de la belladona en sus pociones para convertirse en hombres lobo. Cuando el tomate llegó a Europa procedente de América, el gran parecido con esos frutos cuando están verdes hizo que fueran llamados popularmente "wolf peach" (melocotón de lobo). Linneo, en el siglo XVIII, lo aplicó en su nuevo sistema de clasificación añadiéndole esculentum (comestible).[11]

### Sinonimia
Solanum lycopersicum posee los siguientes sinónimos taxonómicos:
- Lycopersicon cerasiforme Dunal
- Solanum pomiferum Cav.
- Lycopersicon humboldtii (Willd.) Dunal
- Lycopersicon galenii Mill., 1768
- Lycopersicon esculentum Mill., 1768, nom. cons.
- Lycopersicon solanum Medik., 1783
- Amatula flava Medik., 1787
- Amatula rubra Medik., 1787
- Solanum spurium J.F.Gmel., 1791
- Lycopersicon pomum-amoris Moench, 1794, nom. illeg.
- Solanum luridum Salisb., 1796, nom. illeg.
- Solanum humboldtii Willd., 1804
- Lycopersicon lycopersicum (L.) H.Karst.,1882, nom. rejec.

## Citología y genómica
El tomate, al igual que sus congéneres silvestres, es una especie diploide con veinticuatro cromosomas en sus células somáticas.
Existen proyectos científicos internacionales que intentan comprender aspectos básicos de la genómica de las solanáceas. Uno de tales proyectos es el de determinar la secuencia del ADN para todas las regiones del genoma del tomate que llevan genes. Para ello, cada uno de los doce cromosomas del genoma haploide del tomate ha sido asignado a distintos centros de secuenciación en diferentes países del mundo. Así, los cromosomas 1 y 10 le corresponden a Estados Unidos, el 3 y el 11 a China, el 2 a Corea, el 4 al Reino Unido, el 5 a India, el 7 a Francia, el 8 a Japón, el 9 a España y el 12 a Italia. La secuenciación del genoma mitocondrial es responsabilidad de Argentina y el genoma del cloroplasto será secuenciado por la Unión Europea.

## Historia y distribución

### Orígenes del tomate
De acuerdo a estudios filogenéticos de 2024, la planta silvestre de la cual surge el tomate doméstico actual se habría originado en la zona andina del norte del Perú y sur de Ecuador: el tomate cherri (Solanum lycopersicum var. cerasiforme). Su domesticación y diversificación posterior se habría originado en el sureste de México hace dos mil seiscientos años dando como resultado la variedad Solanum lycopersicum var. lycopersicum, el tomate moderno.
Anteriormente, unos estudios genéticos publicados en la revista científica Molecular Biology and Evolution en 2020, indicaban que una especie silvestre denominada Solanum pimpinellifolium que presenta pequeños frutos rojos, no más grandes que un arándano, y que también es conocido como tomatillo o tomate cimarrón, es la variedad que habría dado origen primero a Solanum lycopersicum var. cerasiforme, y a partir de la domesticación de esta última se dio origen al tomate moderno o Solanum lycopersicum var. lycopersicum. Se ha propuesto una evolución en cuatro pasos: migración natural del Ecuador a Mesoamérica; involuntaria exportación humana de Mesoamérica al norte del Perú, circa 3500–5000 años a. C., donde el tomate iba como maleza junto con cargamentos de maíz; hibridación y domesticación de la planta con variantes locales, creciendo el fruto; y exportación humana a Mesoamérica, donde habría sido mejorada, ampliando el tamaño del fruto.
Los aztecas y otros pueblos de Mesoamérica utilizaban la fruta en su cocina. La fecha exacta de la domesticación es desconocida: se estima en quinientos años antes de Cristo ya estaba siendo cultivada en el sur de México y probablemente otras áreas de Mesoamérica.
Existen evidencias arqueológicas que demuestran que el tomate verde (Physalis ixocarpa), una especie que produce una fruta ácida y de color verde que se consume todavía en México, fue usado como alimento desde épocas prehispánicas. Es posible que después de la llegada de los españoles el tomate se cultivara y consumiera más que el tomate verde por su apariencia colorida y su mayor tiempo de vida después de ser cosechado.
Los mayas y otros pueblos de la región lo utilizaron para su consumo, y se cultivaba en México meridional, y probablemente en otras áreas hacia el siglo XVI. Dentro de las creencias del pueblo, quienes presenciaban la ingestión de semillas de tomate eran bendecidos con poderes adivinatorios. El tomate grande y grumoso, una mutación de una fruta más lisa y más pequeña, fue originado y alentado en Mesoamérica. Smith indica que este es el antepasado directo de algunos tomates modernos cultivados.
Los españoles distribuyeron el tomate a lo largo de sus colonias en el Caribe después de la conquista de América. También lo llevaron a Filipinas y por allí entró al continente asiático.

### Su llegada a Europa

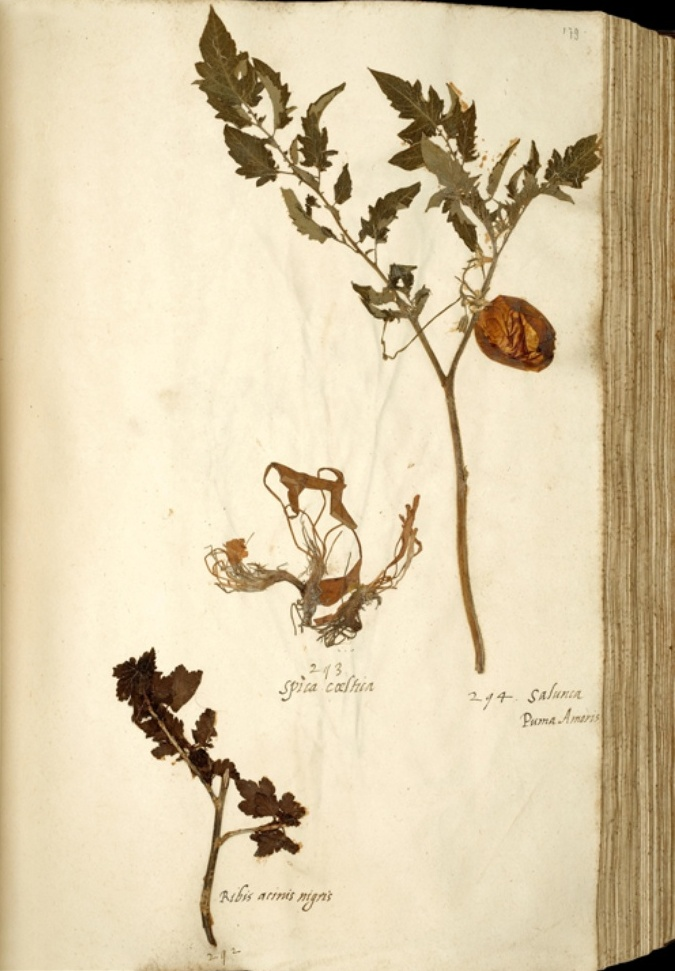
Solanum lycopersicum var. lycopersicum. La hoja de herbario más antiguo para el tomate de Europa, en Naturalis, 1542-1544.

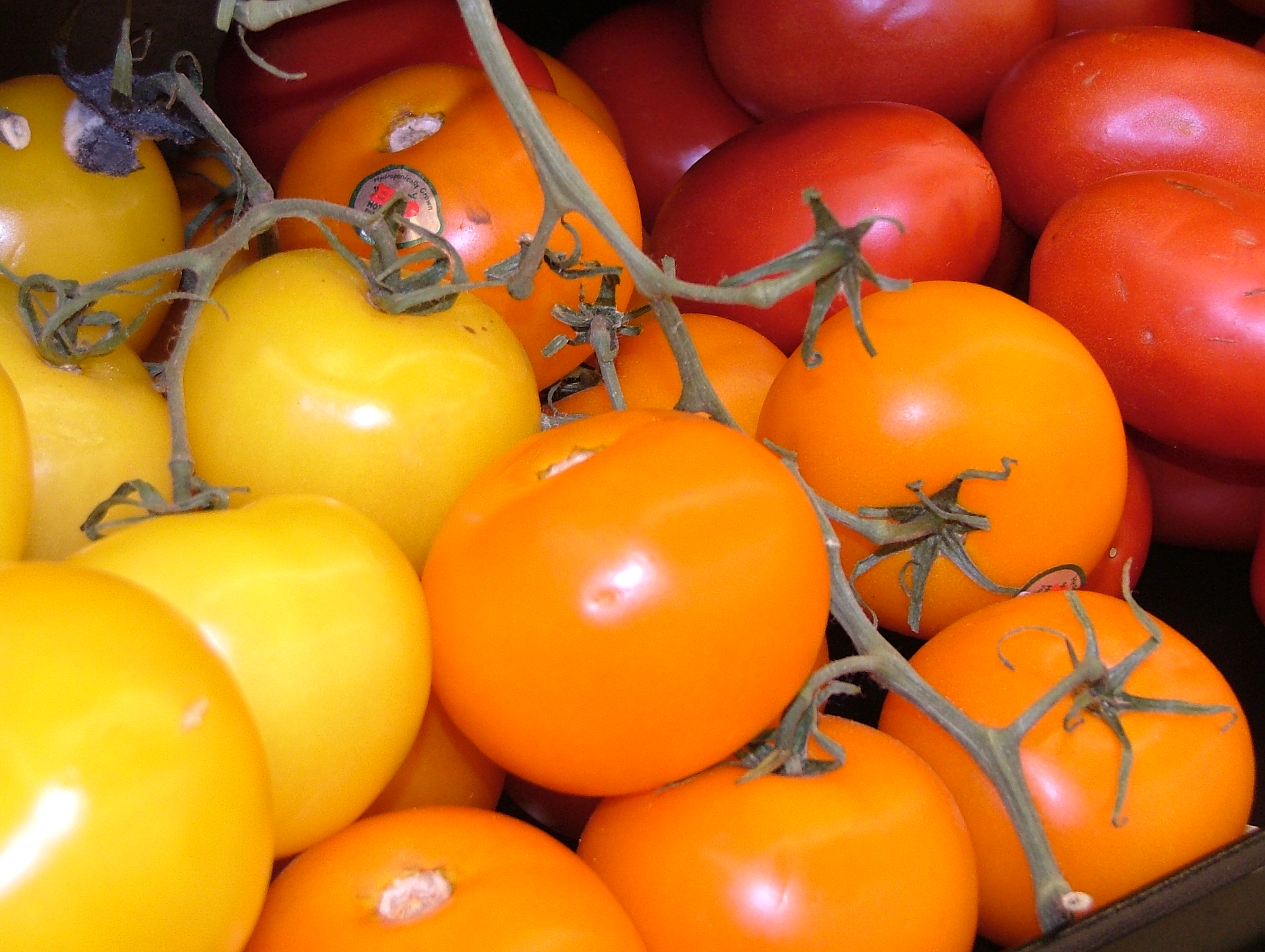
Los tomates amarillos fueron los primeros en cultivarse en Europa, más tarde, los de color rojo se hicieron más populares.

El conquistador español Hernán Cortés pudo haber sido el primero en transferir el tomate pequeño amarillo a Europa después de haber capturado la ciudad azteca de Tenochtitlán, hoy Ciudad de México, en 1521. La primera discusión del tomate en la literatura europea apareció en una base de hierbas escrita en 1544 por Pietro Andrea Mattioli, un médico y botánico italiano, quien sugirió que un nuevo tipo de berenjena se había señalado a Italia, que era de color rojo sangre o color dorado cuando está maduro y puede ser dividida en segmentos y se come como una berenjena, es decir, cocinado y condimentado con sal, pimienta negra y aceite. Sin embargo, no fue hasta diez años después cuando los tomates fueron nombrados en la impresión por Mattioli como pomi d'oro, o «manzana de oro».
De acuerdo con algunas referencias, los primeros tomates que se cultivaron en Italia eran de color amarillo y en 1554 fueron descritos por el botánico italiano Piero Andrea Mattioli como pomo d'oro («manzana dorada»); de aquí el nombre de pomodoro. En Nápoles se descubrió un libro de cocina con recetas a base de tomate que fue publicado en 1692, aunque aparentemente el autor obtuvo sus recetas de fuentes españolas. En la Francia del siglo XVIII fueron conocidos como pomme d'amour («manzana de amor»); hoy los de color rojo están más extendidos.
De acuerdo con Smith, en Gran Bretaña el tomate no se comenzó a cultivar sino hasta 1590. Uno de los primeros cultivadores fue John Gerard, un herborista y botánico inglés. El libro titulado Hierbas, de Gerard, fue publicado en 1597, y fue en gran medida plagiado de fuentes continentales; es también una de las referencias más antiguas del tomate en Inglaterra. Gerard supo que el tomate se consumía tanto en España como en Italia. Sin embargo, él afirmaba que era tóxico (las hojas y los tallos del tomate contienen glicoalcaloides tóxicos, pero la fruta es segura). Los puntos de vista de Gerard eran influyentes, y el tomate se consideró no apto para ser consumido (aunque no necesariamente tóxico) durante muchos años en Gran Bretaña y sus colonias norteamericanas. Sin embargo, en el siglo XVIII el tomate se consumía extensamente en Gran Bretaña, y antes del fin de ese siglo la Enciclopedia Britannica indicó que el tomate era «de uso diario» en sopas, caldos y aderezos. Los tomates se conocieron originalmente como «manzanas de amor», posiblemente basado en una inadecuada traducción del nombre italiano pomo d'oro («manzana dorada»).

### Especies silvestres

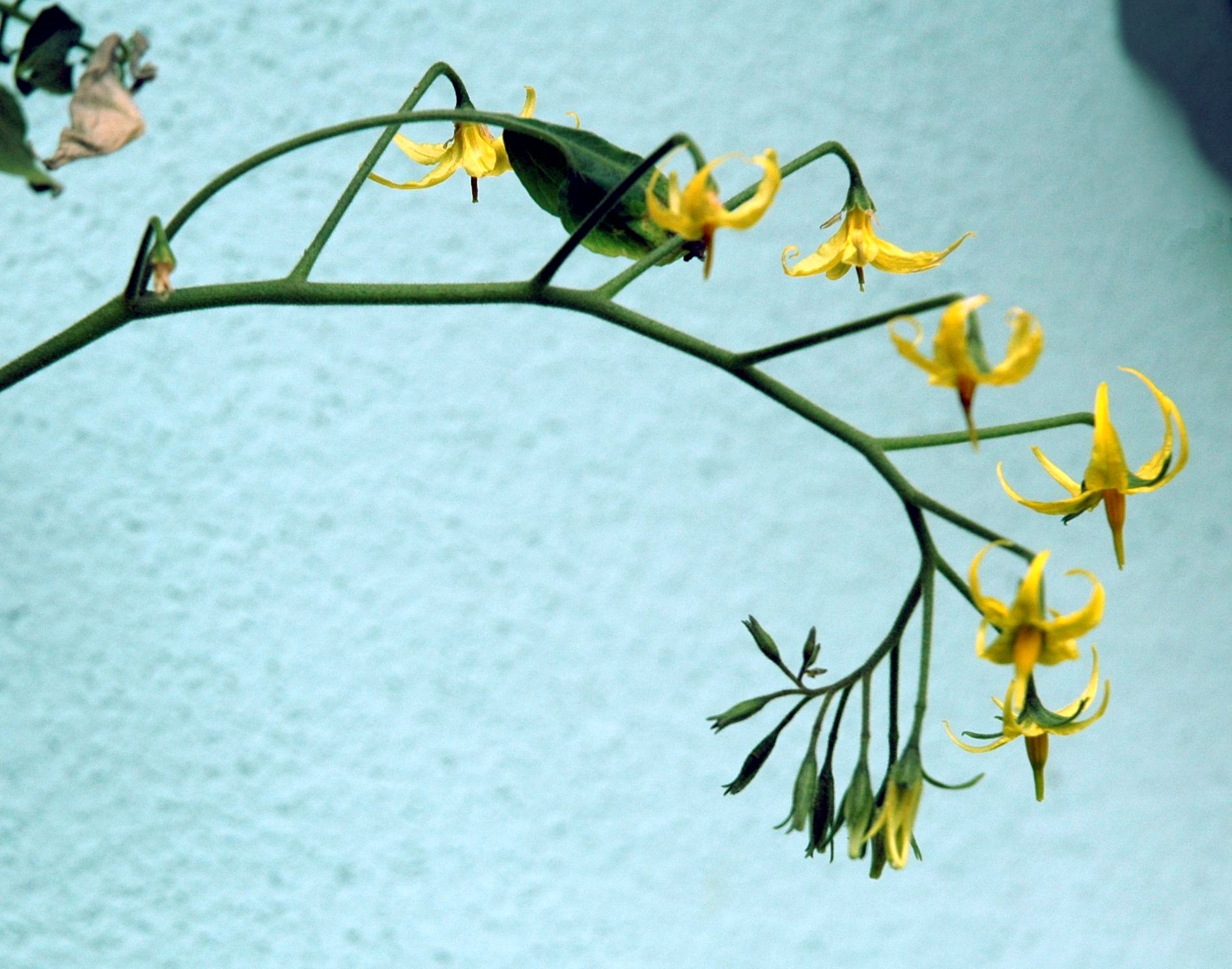
Inflorescencia de Solanum pimpinellifolium

Las especies silvestres se distribuyen enteramente por América, vegetando en los Andes sudamericanos desde el centro de Ecuador a través de Perú y hasta el norte de Chile y en las islas Galápagos, donde crecen las especies endémicas Solanum cheesmaniae y Solanum galapagaense. Solanum lycopersicum var. cerasiforme, el ancestro silvestre inmediato del tomate cultivado y originario de la parte occidental central de Sudamérica (Perú y Ecuador), se halla distribuido más ampliamente hoy en día que las restantes especies de tomates silvestres, ya que habita México, Centroamérica, Colombia, Bolivia, Venezuela y otros países sudamericanos. Esta amplia distribución, cuando es comparada con respecto a las otras especies relacionadas, debe haberse llevado a cabo por el ser humano en tiempos históricos. Los tomates silvestres habitan en una gran cantidad de hábitats, desde el nivel del mar hasta alturas de más de 3000 m sobre el nivel del mar, desde las áridas costas del Pacífico, hasta las tierras altas húmedas de la Cordillera de los Andes. Numerosos valles, formados por ríos que llevan sus aguas al Pacífico, caracterizan las laderas occidentales de los Andes. Las poblaciones de tomates silvestres crecen a diferentes altitudes en esos valles estrechos, se hallan aisladas geográficamente entre sí y están adaptadas a condiciones de suelo y microclimas muy particulares. Esta diversidad de hábitats ha contribuido a la gran variabilidad que se puede encontrar entre los tomates silvestres.

## Cultivo

### Requerimiento de cultivo
- Temperatura: la temperatura óptima de desarrollo del cultivo de tomate oscila entre los 20 y 30 °C durante el día y entre 10 y 17 °C durante la noche. Las temperaturas superiores a los 35 °C impactan negativamente sobre el desarrollo de los óvulos fecundados y, por ende, afectan el crecimiento de los frutos. Por el otro lado, las temperaturas inferiores a 12 °C afectan adversamente el crecimiento de la planta. Las temperaturas son especialmente críticas durante el período de floración, ya que por encima de los 25 °C o por debajo de los 12 °C la fecundación no se produce. Durante la fructificación las temperaturas inciden sobre el desarrollo de los frutos, acelerándose la maduración a medida que se incrementan las temperaturas. No obstante, por encima de los 30 °C (o por debajo de los 10 °C) los frutos adquieren tonalidades amarillentas.
- Humedad: la humedad relativa óptima oscila entre 60 % y 80 %. Con humedades superiores al 80 % incrementa la incidencia de enfermedades en la parte aérea de la planta y puede determinar, además, el agrietamiento de los frutos o dificultades en la polinización, ya que el polen se apelmaza. En el otro extremo, una humedad relativa menor al 60 % dificulta la fijación de los granos de polen al estigma, lo que dificulta la polinización.
- Luminosidad: el tomate necesita de condiciones de muy buena luminosidad, de lo contrario los procesos de crecimiento, desarrollo, floración, polinización y maduración de los frutos pueden verse negativamente afectados.
- Suelo: la planta de tomate no es muy exigente en cuanto a suelos, excepto en lo que se refiere al drenaje, el cual tiene que ser excelente, ya que no soporta el anegamiento. No obstante, prefiere suelos sueltos de textura silíceo-arcillosa y ricos en materia orgánica. En cuanto al pH, los suelos pueden ser desde ligeramente ácidos hasta ligeramente alcalinos cuando están enarenados. Es la especie cultivada en invernadero que mejor tolera las condiciones de salinidad tanto del suelo como del agua de riego.[25] Hay que evitar plantar los tomates cerca de un nogal (Juglans), ya que inyecta en su micorriza una toxina llamada juglona ((5-hidroxi-1,4-naftoquinona),) que afecta al crecimiento, no solo de las tomateras, pero también a otras plantas (alelopatía). Una tomatera que crece en un ambiente contaminado con juglona crece, de media, un tercio menos que una tomatera normal.[26]
- Polinización por zumbido: el tomate, al igual que otras solanáceas requiere un tipo de polinización especializada, llamada polinización por zumbido. Los abejorros son muy eficientes para este proceso. La abeja doméstica, en cambio, no es capaz de realizar polinización por zumbido.[27] En el caso de tomates de invernadero, es necesario instalar nidos de abejorros que realicen la polinización.[28] También es posible usar métodos artificiales o manuales[29] de polinización.

### Variedades y cultivares

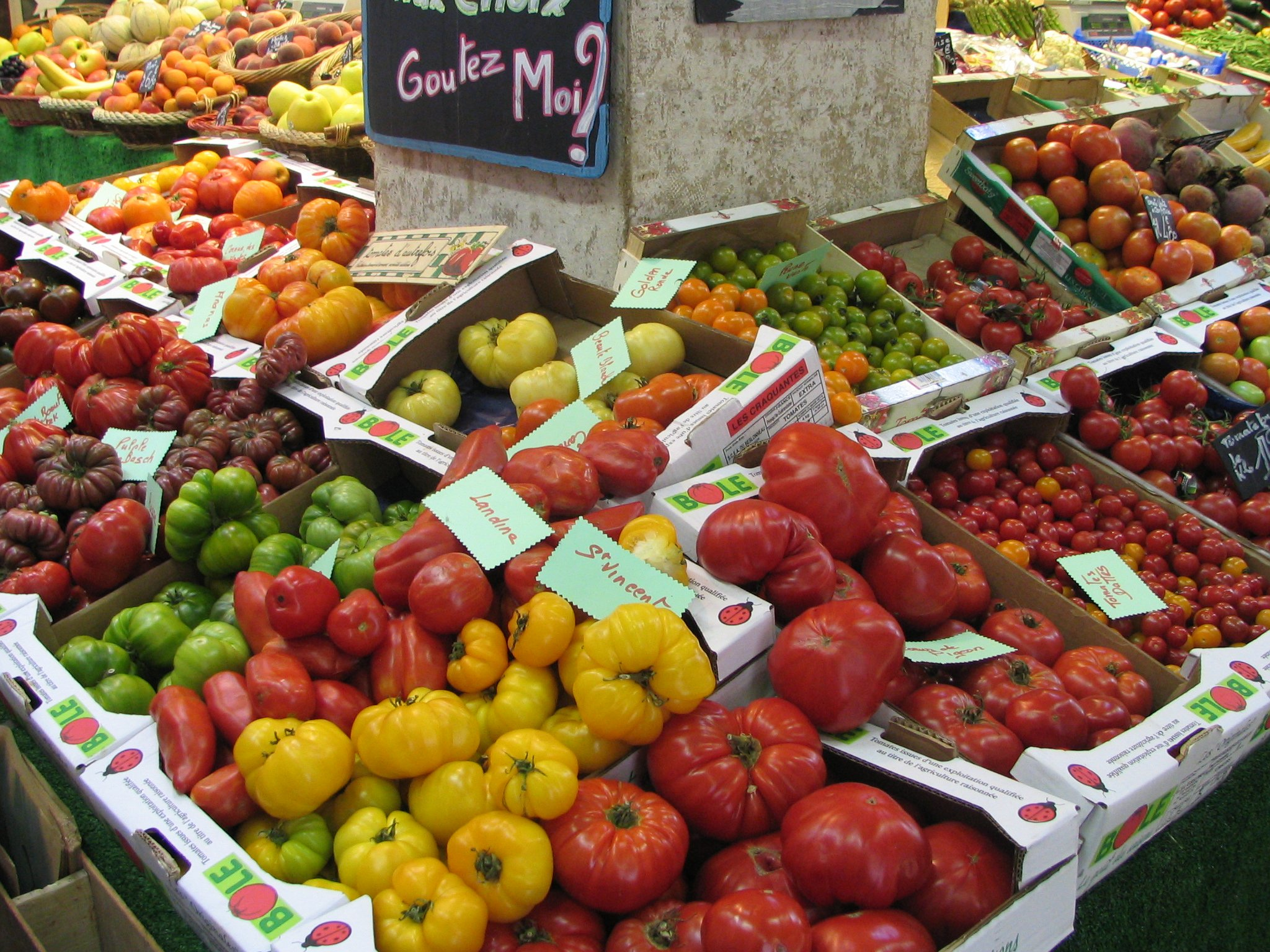
Frutos de variedades antiguas de tomate, de diferentes tamaños, formas y colores. Marché Beauveau, Place d'Aligre, París, Francia, 2005.

El cultivo de la tomatera actualmente se encuentra extendido alrededor del mundo, con miles de cultivares que seleccionan una amplia variedad de especies. Los tomates cultivados varían en tamaño desde el tomate cherry o cereza que tiene entre 1 y 2 cm, hasta los tomates beefsteak que alcanzan más de 10 cm de diámetro. La variedad más ampliamente comercializada tiende a estar entre los 5 y 6 cm de diámetro. La mayoría de los cultivares producen frutos rojos, pero también existen algunos con amarillo, naranja, rosado, púrpura, verde o blanco. También se pueden encontrar frutos multicoloridos y rayados.

#### Variedades transgénicas
La poligalacturonasa es una enzima responsable de degradar las paredes celulares durante la maduración del fruto y, por ende, su actividad es la responsable de la pérdida de firmeza del mismo durante los estadios poscosecha y, en última instancia, del relativamente breve período de buena calidad del tomate para consumo fresco. El tomate Flavr Savr es un organismo genéticamente modificado desarrollado mediante la denominada tecnología del ARN antisentido con el objeto de ampliar la vida media y, por consiguiente, la calidad del tomate para consumo fresco. En estos tomates se ha logrado disminuir la expresión del gen para la producción de poligalacturonasa, y por ende, la actividad de esa enzima durante la maduración, cosecha y poscosecha de los frutos. Luego de las evaluaciones de riesgo y el cumplimiento de todos los requisitos necesarios, la Food and Drug Administration de Estados Unidos aprobó en 1994 la comercialización de la variedad Flavr Savr, la cual se convirtió en el primer producto derivado de un cultivo transgénico en ser liberado para consumo humano.
En 1997 la variedad "Flavr Savr" fue retirada del mercado, por lo que, a 2017, no existen tomates transgénicos en venta en ningún país del mundo.
Se suelen confundir los tomates «larga vida» con tomates transgénicos, aunque no es el caso. Los tomates «larga vida» son producto de mejoramiento convencional.

### Clasificación de las variedades por su hábito de crecimiento
Por el hábito de crecimiento, que está dado por el tipo de ramificaciones de las plantas, se reconocen dos grandes grupos de variedades, las de crecimiento indeterminado y las de crecimiento determinado. El primer grupo se caracteriza por tener un ápice vegetativo con dominancia, que le confiere crecimiento continuo al tallo o eje principal. Se reconocen fácilmente, ya que presentan un racimo floral cada tres hojas y un crecimiento radial amplio. Son las plantas de este grupo las que más se usan para la producción de tomates dentro de invernáculo. En las variedades de crecimiento determinado los brotes siempre terminan en una inflorescencia, por lo tanto siempre se debe dejar el brote axilar superior para conducirla como indeterminada. Estas plantas son denominadas de “autopoda” y se las reconoce porque presentan un racimo floral cada dos hojas. Este último grupo de variedades, las cuales también se denominan "arbustivas", no requieren soporte durante su crecimiento y son las más utilizadas para cultivar a la intemperie. Las variedades arbustivas enanas son un subgrupo dentro de las variedades determinadas caracterizadas por su menor tamaño y por producir frutos del tipo "cereza" o "cherry". Se las utiliza básicamente para cultivar en macetas, en particular en recipientes colgantes.

### Récords
El tomate más pesado fue uno de 3,51 kg, del cultivar 'Delicious', granja de Gordon Graham, Edmond, Oklahoma en 1986. La tomatera más grande fue una del cultivar 'Sungold' y creció 19,8 m de largo, cultivada en Nutriculture Ltd. (UK), Mawdesley, Lancashire, Reino Unido, en 2000.[cita requerida]

## Estado de conservación
Una teoría de domesticación del tomate (Lycopersicon esculentum) indica que tal evento se realizó en México, en tanto que otra señala que fue en Perú, pero tampoco se descarta que tal evento ocurriera en ambos sitios. El origen exacto del tomate cultivado permanece sin resolverse; no obstante, en México la especie continúa diversificándose en los trópicos y subtrópicos, donde es conocida como tomatillo (L. esculentum var. cerasiforme). Aunque el tomatillo es muy popular en los Estados de Tabasco, Chiapas, Veracruz, Oaxaca, Guerrero, Puebla, Michoacán y Jalisco, poco se conoce del material silvestre, en términos de su potencial nutricional y características de calidad postcosecha. Poco se sabe del reconocimiento y potencial agronómico y biológico de las variedades nativas del tomate silvestre; sin embargo, el aprovechamiento y manejo de las variedades nativas, locales o regionales promueve el manejo y la conservación in situ y ex situ de la diversidad.